# پارایانالانکولام
پارایانالانکولام (به لاتین: Parayanalankulam) یک منطقهٔ مسکونی در سری‌لانکا است که در استان شمالی (سری‌لانکا) واقع شده‌است.